# Ketch (Band)
Ketch ist eine 2013 gegründete Death-Doom- und Sludge-Band.

## Geschichte
Ketch wurden im Frühjahr 2013 vom Schlagzeuger David Csicsely von der Black-Doom-Band Stoic Dissention, Sänger Zach Salmans von der Doom-Metal-Band The Flight of Sleipnir und Jeremy Winters von der Grindcore-Band One Per Coffin gemeinsam mit dem Gitarristen Clayton Cushman und dem Bassisten Dave Borrusch gegründet. Der Bandname geht auf den Scharfrichter Jack Ketch zurück. Mit ihren ersten im Selbstverlag erschienenen Veröffentlichungen erlangte die Gruppe eine rege Underground-Bekanntheit, woraufhin Stu Gregg von Aesthetic Death Records auf die Gruppe aufmerksam wurde und Ketch einen Vertrag zur Neuauflage des bisherigen Materials anbot. Die selbst-betitelte EP und das Album The Anthems of Dread wurden unter dem Titel des Albums zusammengefasst. Beide Veröffentlichungen orientieren sich lyrisch an Horrorfilmklassikern wie Rosemaries Baby, Wicker Man und The Last Man on Earth. Das neu zusammengestellte Album von Aesthetic Death Records wurde ebenfalls mit neuer Gestaltung versehen und von Greg Chandler von Esoteric neu gemastert.

## Stil
Die von Ketch gespielte Musik wird zumeist als Mischung aus Sludge und bis in den Funeral greifendem Death Doom beschrieben, welche auf Stilelementen aus Dark Jazz, Black Metal, Stoner Doom, Post-Metal und Hardcore Punk zurückgreift. Vergleiche werden zu Indian, mit Verweisen auf Converge, Yob, EyeHateGod, Old Man Gloom, Buzzov•en, Grief, Noothgrush und Neurosis, gezogen.
Der Gesang variiere zwischen dem für den Death Metal üblichen Growling und dem Sludge sowie dem Black Metal entlehntem Schreien. Das Gitarrenspiel weise aufgrund von Tremoloriffs ebenfalls auf den Einfluss aus dem Black Metal hin. Der Rhythmus sei unterdessen häufig äußerst langsam und verweise auf den Funeral Doom, während hingegen das Schlagzeugspiel besonders hart aufgenommen wurde und eher dem Doom Metal nahe gestellt wird.

## Diskografie
- 2014: Ketch (EP, Selbstverlag)
- 2016: The Anthems of Dread (Album, Selbstverlag)
- 2016: The Anthems of Dread (Album, Aesthetic Death Records)